# Rafael Méndez (calciatore)
Rafael Méndez (La Paz, 1904 – 1982) è stato un calciatore boliviano, di ruolo attaccante.

## Carriera
Partecipò al Mondiale del 1930 con la Nazionale boliviana.